# Thorge
Thorge ist ein männlicher Vorname skandinavischen Ursprungs. Übersetzt bedeutet Thorge „Speer Thors“, von germanisch: thor („Thor, der Donnergott“) und ger („Speer“). 

## Namensträger
- Thorge Koehler (* 1987), deutscher Verwaltungsjurist und Leiter des Landesamtes für Verfassungsschutz Bremen

Form Torge
- Torge Greve (* 1975), deutscher Handballspieler

## Varianten
Varianten des Namens Thorge sind:
- Torge
- Thorger
- Torger
- Thorgen
- Thorgert